# Віктор Лееманс
Віктор Лееманс (нід. Victor Leemans; 21 липня 1901, Стекене — 3 березня 1971, Левен) — бельгійський (фламандський) соціолог, політик і видний ідеолог радикального фламандського руху в 1930-х роках. Він був членом бойової організації Verdinaso, і, на думку деяких, як основний показник фламандського історичного явища, відомого як «консервативна революція».
Лееманс народився в Стекені. Він здобув докторський ступінь у Школі перспективних соціальних досліджень в Парижі, а також читав лекції в Католицькому університеті Левена. У 1936 році він був призначений президентом Arbeidsorde, фламандської фашистської профспілки, тісно пов'язаної з Фламандським національним союзом (VNV) і рексизмом.
Під час німецької окупації він працював генеральним секретарем з економічних питань, і, внаслідок цього, після війни проти нього було порушено кримінальну справу.
Він був виправданий у 1947 році й робив політичну кар'єру в християнсько-демократичній Соціально-християнській партії (PSC-CVP). Він був призначений сенатором провінційного міста Антверпен у 1949 році й працював Головою Європейського парламенту з 1965 по 1966 рік. Він помер у Левені в 1971 році.

## Публікації
- Vlaanderens economische leefbaarheid, Brugge, 1928
- Het Nationaal-Socialisme, Brugge, Cultura, 1932
- W. Sombart's Theorie der Economie, Antwerpen, Katholieke Vlaamsche Hoogeschooluitbreiding, 1932.
- F. Toennies en de Duitsche sociologie, Brugge, Excelsior, 1932
- Het nieuwe front, Langemark, Vonksteen, 1933.
- De Vlucht in de Idee, Leuven, Politieke Academie, 1935.
- Politieke sociologie, Kortrijk, Steenlandt, 1936.
- De Vlaamsche Arbeidsorde in de branding, 1937
- Hoogland: de strijd om het Nieuwe Rijk, Leuven, Davidsfonds, 1938.

- Sören Kierkegaard, Antwerpen, 1956
- Aanwezig verleden, Leuven, Davidsfonds, 1957
- De jonge Marx en de Marxisten, Antwerpen, 1962